# Tipula (Lunatipula) carens
Tipula (Lunatipula) carens is een tweevleugelige uit de familie langpootmuggen (Tipulidae). De soort komt voor in het Palearctisch gebied.